# 锯叶变豆菜
锯叶变豆菜（学名：Sanicula serrata）是伞形科变豆菜属的植物，是中国的特有植物。分布在中国大陆的湖北、四川、云南等地，生长于海拔1,360米至3,160米的地区，见于杂木林下，目前尚未由人工引种栽培。